# Gaspard Coolen
J. Gaspard Coolen (Ophoven, 19 maart 1908 - aldaar, 15 december 2001) was een Belgische politicus. 

## Biografie
Coolen studeerde aan de Rijksmiddelbare School in Maaseik en werkte als bediende (boekhouder).
Hij werd burgemeester van Ophoven-Geistingen in 1959. Hij bleef er ruim een decennium burgemeester, tot de fusie van Ophoven met Kinrooi in 1971. Coolen was zo de laatste burgemeester van Ophoven geweest. Na de fusie werd hij burgemeester van fusiegemeente Kinrooi en ook die functie bekleedde hij twee ambtstermijnen, tot de verkiezingen van 1982.
Coolen publiceerde enkele heemkundige werken over zijn gemeente en streek. Hij was ook gedurende dertig jaar voorzitter van voetbalclub Excelsior Ophoven-Geistingen.
Hij was gehuwd met Elisabeth Peeters en had een zoon. Hij overleed op 93-jarige leeftijd, zijn afscheidsplechtigheid vond plaats in de Sint-Servatiuskerk te Ophoven.

## Publicaties
- Ophoven : zijn oude straten en huizen
- Mensen uit mijn dorp aan de Maas
- Ontmoetingen

- International Standard Name Identifier: 0000 0003 9060 2090
- Nederlandse Thesaurus van Auteursnamen: 096036001
- Virtual International Authority File: 284227136
- WorldCat: E39PBJgCPCKtrfhHMgKhF7D8YP